# Johannes Hesychastes
Johannes Hesychastes (auch Sabaites, Silentiarius); (* 8. Januar 454 in Nicopolis, dem heutigen Koyulhisar in der Provinz Sivas; † 8. Januar 559 in Jerusalem) war 482 bis 491 Bischof von Kolonia.
Im Alter von 18 Jahren erbte er von seinen Eltern ein großes Vermögen, mit dem er in Nicopolis ein Kloster gründete und eine Marienkirche baute. Als 482 der Bischof von Kolonia in Armenien (Aksaray) starb, übernahm er das Amt. 491 flüchtete er zu Sabas in die Große Lawra in Jerusalem, wo er seine Identität verheimlichte. 503–509 lebte er als Einsiedler in der Wüste und kehrte danach in die Lawra zurück. Seine von Kyrillos von Skythopolis erstellte Vita berichtet über erstaunliche Vorkommnisse. Johannes soll 105 Jahre alt geworden sein.
Der nach Johannes benannte Hesychasmus hat im 19. und frühen 20. Jahrhundert von der russischen Imjaslavie-Bewegung neue Impulse erhalten und ist noch heute in der orthodoxen Kirche in Russland eine verbreitete Gebetspraxis. Als Gedenktag werden der 7. Dezember (katholisch) und der 30. März und 3. Dezember (orthodox) angegeben.